# Озмидов, Ростислав Всеволодович
Ростислав Всеволодович Озмидов (29 января 1928 — 4 февраля 1998) — советский и российский учёный-океанолог, организатор, теоретик и экспериментатор. Специалист по физике и турбулентности океана, зональности распределения кинетической энергии движения океанических масс. Доктор физико-математических наук (1967), профессор. Член-корреспондент АН СССР (1990), с 1991 — РАН.
Заведующий лабораторией морской турбулентности Института океанологии РАН (1968—1998). Главный редактор журнала «Океанология».

## Биография
Ростислав Всеволодович Озмидов родился 29 января 1928 года в Иваново-Вознесенске, в семье одного из руководителей строительства в городе меланжевого комбината — инженера-строителя Всеволода Николаевича Озмидова, участника Первой мировой войны, награждённого за храбрость орденом Станислава с мечами, младшего сына Николая Максимовича Озмидова, известного русского инженера-электротехника, профессора Рижского политехнического института
Мама — Варвара Шевелкина, окончила химфак.
В 1937 В. Н. Озмидова арестовали по ложному обвинению в контрреволюционной деятельности и вредительстве, осудили и отправили в БеломорЛАГ, где он умер в 1941. Десятилетний Ростистав остался без отца, и его, вместе со старшей сестрой Ириной, вырастила и воспитала мама.
В 1954 окончил физический факультет МГУ.
В том же 1954 поступил в аспирантуру Института океанологии АН СССР, с которым оказалась связана вся его последующая трудовая деятельность.
В 1957 окончил аспирантуру и защитил диссертацию, став кандидатом физико-математических наук.
Похоронен на Троекуровском кладбище.

## Научные достижения
Р. В. Озмидов — автор более 350 печатных работ, в том числе 12 монографий, большинство из которых переиздано за рубежом. Под его руководством защищено 25 кандидатских и 8 докторских диссертаций.

## Признание
Р. В. Озмидову присуждена медаль Льежского университета за заслуги в области океанографии.

## Основные научные труды
- Озмидов Р. В. О распределении энергии по разномасштабным движениям океанических вод. Изв. АН СССР, серия физики атм. и океана, 1965, № 4.
- Озмидов Р. В. О турбулентном обмене в устойчиво стратифицированном океане. Изв. АН СССР, серия физики атм. и океана, 1965, № 8.
- Озмидов Р. В. Горизонтальная турбулентность и турбулентный обмен в океане. М.: Наука, 1968, 199 с.
- Монин А. С., Озмидов Р. В. Океанская турбулентность. Л.: Гидрометеоиздат, 1981, 376 с.
- Озмидов Р. В. Диффузия примеси в океане. Л.: Гидрометеоиздат, 1986, 280 с.